# المساعد
المساعد  هو معجم عربي مخطوط كتبه أنستاس الكرملي، ذو خمس مجلدات، اشتمل الكتاب على استدراك ما لم تذكره المعاجم السابقة، وناقش فيه بعض آراء اللغويين، وقد جمعَ مادته في ثلثي قرن، منذ سنة 1883م حتى سنة 1946م، نشر صفحات منه في المجلات، وللمعجم نسخة واحدة في مجلس الأب أنستاس ذات 3203 صفحات بِخطّ صغير في بداية المعجم، ثم لم يزل خطّه يكبر كلما ازداد عمر المؤلف، ليس للكتاب مقدمة ولا تمهيد، إذ إنه كان مسوّدة، نُشر منه الجزء الأول (حرف الألف) عام 1972، في بغداد، ثم نُشر المجلد الثاني حرف الباء، بتحقيق كوركيس عواد وعبد الحميد العلوجي، يُعدّ الكتاب مصدراً لدراسة العربية وأسرارها، اتخذ الكرملي معجم محيط المحيط أساساً لمعجم المساعد، وأضاف إليه كلمات مستحدثة في زمانه، وتحرّى أن يذكر أصول الكلمات، اشتمل معجم المساعد على الكلمات التي لم تُذكر في معجم لسان العرب، وكان قد سمّى المعجم «ذيل لسان العرب»، ثم بدّل الاسم إلى «المساعد»، كما اشتمل الكتاب على استدراك الألفاظ التي لم تذكرها المعاجم السابقة وكيف تطوّرتْ تلك الألفاظ باختلاف العصور، وناقش فيه بعض آراء اللغويين وذكر ترجيحاته وفقاً لمعاجم عربية وأعجمية، احتوى كتابه على كلمات مولّدة وعامية ودخيلة، بعضها ميّت، وفيه شيء من البحث المقارن بين ألفاظ العربية وما يقابلها في لغات أخرى.

## أقوال العلماء في المعجم
قال أنستاس الكرملي في مجلة الرسالة واصفاً كتابه «سمع كثيرون بمعجمي هذا الواسع المتضمن ألفاظاً لا تُحصى، مستدركةً على أصحاب الدواوين العربية الكبرى، والتي لا تُرى في القاموس، ولا لسان العرب، ولا تاج العروس، ولا في أي معجم كان من تأليف الأقدمين والمُحدَثين، لأنّه وعبِ كَلِمَاً من عهد الجاهلية وصدر الإسلام، وعهد العباسيين ومصطلحات العلوم والفنون والصنائع، فقد تجيء أسئلة عن ألفاظ غريبة من ديار النيل، وربوع الشام، وأرجاء فلسطين، ومن شمال أفريقية وأصقاع أمريكة المختلفة، بل من أقطار أسترالية والهند، فأبعث إليهم بما يشفي غِلّتَهم.. وأكثرُ ما أدرجه في الصحف والمجلات من عهد بعيد مقتبس من معجمي هذا (المساعد)، ولا يمكنني أن أتولى طبعه لعظمته وسعته».